# Gomoku
 (décembre 2018).
Si vous disposez d'ouvrages ou d'articles de référence ou si vous connaissez des sites web de qualité traitant du thème abordé ici, merci de compléter l'article en donnant les références utiles à sa vérifiabilité et en les liant à la section « Notes et références ».
Le gomoku, du nom japonais gomoku narabe (Kanji : 五目並べ, littéralement, « alignement des cinq pions ») est le nom japonais d'un jeu de plateau chinois, où il est nommé Wǔzi qí (五子棋, littéralement, « l'échiquier des 5 »)  consistant à aligner 5 pions sur les intersections d'un plateau de jeu de go (ou wéiqí, 围棋).
Il est également connu en France sous le nom de « Darpion ».
Découvert au siècle dernier par les anglo-saxons, le gomoku (prononcer « gomokou ») a des millions d'adeptes en Extrême-Orient (Chine, Corée, Japon). Ce jeu d'alignement, qui utilise le même plateau quadrillé que le jeu de go, a comme celui-ci des origines chinoises : il s'agit du très ancien jeu du Wǔzi qí (五子棋, « le jeu des 5 pièces»), adopté par les Coréens, qui le nommèrent omok (오목). Ils l'introduisirent à leur tour dans l'empire nippon, où ce jeu relativement simple était considéré comme une étape préparatoire aux subtilités du jeu de go. Une version révisée, baptisée renju (perles reliées), a vu le jour en 1931 à l'initiative du champion japonais Takagi Rakazan.

## Matériel et règles du jeu
Le gomoku se joue sur un plateau quadrillé de 19 lignes horizontales et 19 lignes verticales formant, comme un jeu de go, 361 intersections. Le nombre de pions est toutefois nettement inférieur, puisque les joueurs n'en reçoivent que 60, qu'ils posent un à un et à tour de rôle sur les intersections.
Le joueur qui a choisi ou obtenu par un tirage au sort les pions noirs (et que l'on appelle Noir par convention) joue toujours le premier en plaçant son premier pion sur l'intersection centrale du damier. Blanc doit alors poser son pion sur l'une des 8 intersections adjacentes au pion noir. Noir fait la même chose, et ainsi de suite, le but du jeu étant de prendre l'adversaire de vitesse et de réussir le premier à aligner 5 pions de sa couleur, dans les trois directions possibles : vertical, horizontal ou diagonal.

## Gain de partie
Si les deux joueurs placent tous leurs pions sans qu'aucun ne parvienne à réaliser un alignement, le jeu est déclaré nul, et ils recommencent. Une partie se dispute généralement en deux manches, afin que celui qui a commencé avec les noirs ait les blancs la seconde fois.

## Variantes
Le renju se joue sur un plateau de taille réduite, avec 15 lignes horizontales et 15 lignes verticales formant 225 intersections. Les règles, analogues à celles du gomoku, ont subi quelques modifications destinées à diminuer l'avantage de celui qui joue le premier : il s'agit de restrictions qui concernent donc uniquement Noir.
- Il n'a pas le droit de réaliser de double série de 3 ou 4 pions alignés ou séparés par une seule intersection (ce que l'on appelle un « trois-trois » ou un « quatre-quatre »).
- Lui sont également interdits les alignements de plus de 5 pions, par exemple en réunissant 2 et 3 ou 4 pions déjà à la file pour obtenir un six ou un sept.

Une autre variante très connue est le « pente ».